# Колюрия гравилатовидная
Колю́рия гравилатови́дная или колюрия гравила́тная (лат. Coluria geoides) — вид многолетних травянистых растений рода Колюрия (Coluria) семейства Розовые (Rosaceae).

## Ботаническое описание

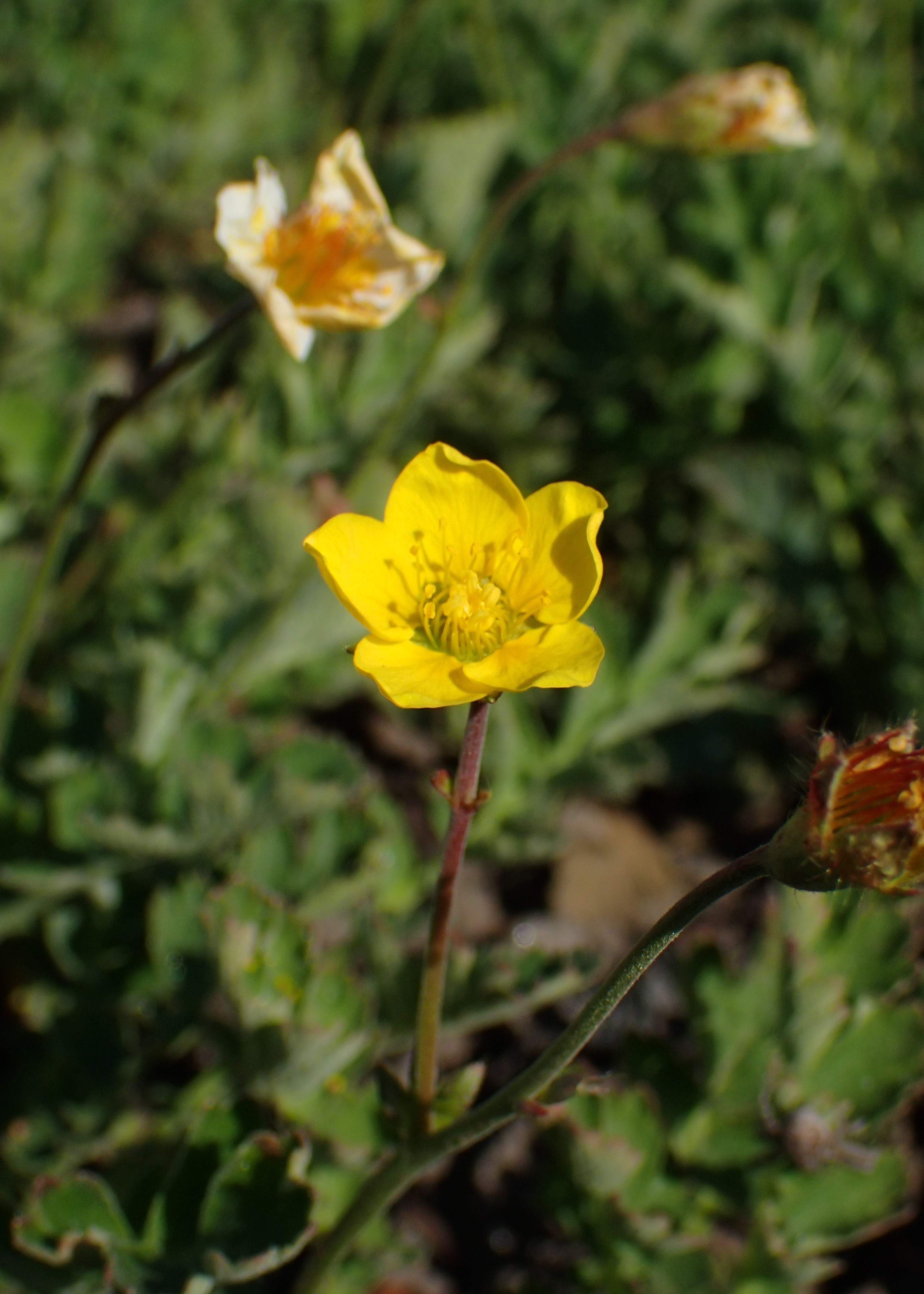
Цветок

Многолетнее растение высотой 10—35 см.
Корневище ползучее, ветвистое, деревенеющее, с длинными, тонкими корешками.
Стебли восходящие, при основании одревесневшие.
Прикорневые листья продолговато-яйцевидные, коротко-черешчатые; стеблевые листья очередные, сидячие, недоразвитые.
Цветки одиночные или в 2—4-цветковом соцветии; гипантий колокольчатый, с десятью выдающимися жилками, одетый желтовато-зелёными волосками; венчик ярко-жёлтый, лепестков 5—7, округлых, коротко-ноготковых; тычинки многочисленны.
Плод — продолговато-яйцевидная, покрытая стекловидными сосочками семянка.
Цветёт в мае.

## Распространение и экология
Встречается в Западной и Восточной Сибири — на Алтае и в Саянах.
Растёт в горных и высокогорных степях, на степных, нередко каменистых или скалистых склонах (обычно по речным долинам).

## Хозяйственное значение и применение
В настоящее время делаются попытки введения этого растения в культуру, так как это ценный эфиронос, который является заменителем гвоздичного дерева.
В корнях после предварительной ферментации содержится 0,8—1,5 % эфирного масла, которое представляет собой жидкость тёмно-коричневого цвета, состоящую почти целиком из эвгенола (93—98 %). Эфирное масло используется в ликёро-водочной, консервной, пищеконцентратной, кондитерской, химико-фармацевтической и парфюмерной промышленности, для ароматизации табака.
Сушёные корни иногда называют «гвоздичный корешок». Высушенные корни и корневище с запахом эвгенола можно применять для ароматизации в кулинарии и кондитерской промышленности, в консервном и других видах производств.
В толчёном виде их иногда кладут в тесто как корицу, используют для приготовления чая.

## Таксономия
Вид Колюрия гравилатовидная входит в род Колюрия (Coluria) трибы Colurieae подсемейства Розановые (Rosoideae) семейства Розовые (Rosaceae) порядка Розоцветные (Rosales).
|  |                                      |  |                                                             |                                                             |                   |  | ещё 8 семейств (согласно Системе APG II) | ещё 8 семейств (согласно Системе APG II) |                        |  |  |  | ещё 7 родов       | ещё 7 родов                 |  |  |
|  |                                      |  |                                                             |                                                             |                   |  | ещё 8 семейств (согласно Системе APG II) | ещё 8 семейств (согласно Системе APG II) |                        |  |  |  | ещё 7 родов       | ещё 7 родов                 |  |  |
|  |                                      |  |                                                             | порядок Розоцветные                                         |                   |  |                                          |                                          | подсемейство Розановые |  |  |  |                   | вид Колюрия гравилатовидная |  |  |
|  |                                      |  |                                                             | порядок Розоцветные                                         |                   |  |                                          |                                          | подсемейство Розановые |  |  |  |                   | вид Колюрия гравилатовидная |  |  |
|  | отдел Цветковые, или Покрытосеменные |  |                                                             |                                                             | семейство Розовые |  |                                          |                                          | род Колюрия            |  |  |  |                   |                             |  |  |
|  | отдел Цветковые, или Покрытосеменные |  |                                                             |                                                             |                   |  |                                          |                                          |                        |  |  |  |                   |                             |  |  |
|  |                                      |  | ещё 44 порядка цветковых растений (согласно Системе APG II) | ещё 44 порядка цветковых растений (согласно Системе APG II) |                   |  |                                          | ещё 2 подсемейства                       | ещё 2 подсемейства     |  |  |  | ещё около 9 видов |                             |  |  |
|  |                                      |  |                                                             | ещё 44 порядка цветковых растений (согласно Системе APG II) |                   |  |                                          |                                          | ещё 2 подсемейства     |  |  |  |                   |                             |  |  |